# Gilbert Agius
Gilbert Agius (ur. 21 lutego 1974 w Valletcie) – maltański piłkarz  grający na pozycji pomocnika lub napastnika. Mierzy 174 cm wzrostu. Od 1990 roku jest zawodnikiem klubu Valletta FC. W latach 2001–2002 był wypożyczony do włoskiej Pisy Calcio.

## Kariera klubowa
Karierę piłkarską Agius rozpoczął w klubie Valletta FC. W 1990 roku zadebiutował w jego barwach w pierwszej lidze maltańskiej. W debiutanckim sezonie rozegrał 12 spotkań i strzelił 1 gola oraz osiągnął swój pierwszy sukces, jakim było zdobycie Pucharu Malty. W sezonie 1991/1992 stał się podstawowym zawodnikiem Valletty i wtedy też został po raz pierwszy mistrzem kraju. W sezonie 1996/1997 został po raz pierwszy wybrany Piłkarzem Roku na Malcie, przede wszystkim za pomoc w wywalczeniu mistrzostwa kraju przez Vallettę, swojego drugiego w karierze. W swojej karierze jeszcze czterokrotnie zdobywał tytuł mistrzowski, w latach 1998, 1999, 2001 i 2008. Zdobył też łącznie 7 pucharów krajowych w latach 1991, 1995, 1996, 1997, 1999, 2001 i 2010. W sezonie 2001/2002 był wypożyczony do włoskiej Pisy Calcio, w barwach której rozegrał 4 mecze na poziomie Serie C1 (III. poziom ligowy). W styczniu 2002 wrócił do Valletty, w której pełni funkcję kapitana zespołu.
| Sezon   | Klub        | Kraj   | Rozgrywki      | Mecze | Bramki |
| ------- | ----------- | ------ | -------------- | ----- | ------ |
| 1990/91 | Valletta FC | Malta  | Premier League | 12    | 1      |
| 1991/92 | Valletta FC | Malta  | Premier League | 17    | 1      |
| 1992/93 | Valletta FC | Malta  | Premier League | 13    | 3      |
| 1993/94 | Valletta FC | Malta  | Premier League | 18    | 11     |
| 1994/95 | Valletta FC | Malta  | Premier League | 16    | 7      |
| 1995/96 | Valletta FC | Malta  | Premier League | 17    | 8      |
| 1996/97 | Valletta FC | Malta  | Premier League | 24    | 17     |
| 1997/98 | Valletta FC | Malta  | Premier League | 23    | 12     |
| 1998/99 | Valletta FC | Malta  | Premier League | 26    | 20     |
| 1999/00 | Valletta FC | Malta  | Premier League | 23    | 17     |
| 2000/01 | Valletta FC | Malta  | Premier League | 24    | 15     |
| 2001/02 | Pisa Calcio | Włochy | Serie C1       | 4     | 0      |
| 2001/02 | Valletta FC | Malta  | Premier League | 10    | 3      |
| 2002/03 | Valletta FC | Malta  | Premier League | 14    | 6      |
| 2003/04 | Valletta FC | Malta  | Premier League | 20    | 10     |
| 2004/05 | Valletta FC | Malta  | Premier League | 24    | 11     |
| 2005/06 | Valletta FC | Malta  | Premier League | 23    | 2      |
| 2006/07 | Valletta FC | Malta  | Premier League | 27    | 9      |
| 2007/08 | Valletta FC | Malta  | Premier League | 21    | 3      |
| 2008/09 | Valletta FC | Malta  | Premier League | 26    | 7      |
| 2009/10 | Valletta FC | Malta  | Premier League | 24    | 7      |
| 2010/11 | Valletta FC | Malta  | Premier League | 23    | 3      |
| 2011/12 | Valletta FC | Malta  | Premier League | 24    | 2      |
| 2012/13 | Valletta FC | Malta  | Premier League | 2     | 0      |

## Kariera reprezentacyjna
W reprezentacji Malty Agius zadebiutował 7 listopada 1993 roku w wygranym 2:1 towarzyskim spotkaniu z Gabonem. 2 czerwca 2007 roku w meczu eliminacji do Euro 2008 z Norwegią (0:4) rozegrał swoje spotkanie nr 100 w kadrze narodowej.

### Gole w reprezentacji
| #  | Data       | Stadion                                  | Rywal       | Gol | Wynik | Rozgrywki    |
| -- | ---------- | ---------------------------------------- | ----------- | --- | ----- | ------------ |
| 1. | 14.08.1996 | Laugardalsvöllur, Reykjavík, Islandia    | Islandia    |     | 1-2   | towarzyski   |
| 2. | 08.06.1997 | Tórsvøllur, Thorshavn, Wyspy Owcze       | Wyspy Owcze |     | 1-2   | el. MŚ 1998  |
| 3. | 06.02.2000 | Ta’ Qali Stadium, Ta’ Qali, Malta        | Azerbejdżan |     | 3-0   | Rothmans Cup |
| 4. | 06.02.2000 | Ta’ Qali Stadium, Ta’ Qali, Malta        | Azerbejdżan |     | 3-0   | Rothmans Cup |
| 5. | 05.09.2001 | Na Stínadlech, Cieplice, Czechy          | Czechy      | 2-2 | 2-3   | el. MŚ 2002  |
| 6. | 11.02.2002 | Ta’ Qali Stadium, Ta’ Qali, Malta        | Litwa       | 1-1 | 1-1   | Rothmans Cup |
| 7. | 15.11.2006 | Hibernians Ground, Paola, Malta          | Litwa       | 1-3 | 1-4   | towarzyski   |
| 8. | 07.02.2007 | Ta’ Qali Stadium, Ta’ Qali, Malta, Malta | Austria     | 1-0 | 1-1   | towarzyski   |